# James Holmes (vrah)
James Eagan Holmes (* 13. prosince 1987, San Diego, Kalifornie, USA) je Američan odpovědný za střelbu v kině Aurora na premiéře filmu Temný rytíř povstal 20. července 2012. Zastřelil 12 osob a dalších 59 zranil. V srpnu 2015 byl odsouzen k dvanáctinásobnému trestu odnětí svobody na doživotí.

## Život
Holmes se narodil 13. prosince 1987 v kalifornském San Diegu. Studoval neurologii na Kalifornské univerzitě, posléze doktorandský program na Coloradské univerzitě, který ale přerušil.

### Střelba v kině
Holmes si obarvil vlasy na červeno a stylizoval se do Jokera, jednoho z úhlavních komiksových nepřátel Batmana. Svůj byt zaminoval, aby se do něj nikdo nemohl dostat. Nakupoval přes internet zbraně a munici. Přihlásil se do střeleckého klubu, kam ale nebyl přijat kvůli svému chování a bizarnímu vzkazu v hlasové schránce. Po nějakou dobu navštěvoval psychiatra v oboru schizofrenie.
20. července 2012 zastřelil v kině v americké Auroře na premiéře filmu Temný rytíř povstal 12 lidí včetně šestileté dívky Veroniky Moser-Sullivanové., dalších 59 zranil. Tento čin ale plánoval předem, týden před útokem poslal na Coloradskou univerzitu zápisky s přesným plánem a nákresy útoku.
Následně byl zatčen policií. 23. července 2012 stanul poprvé před soudem, celou dobu měl nepřítomný pohled. 30. července 2012 byl obžalován. Obžaloba čítala celkem 142 bodů, mimo jiné jde o vraždu prvního stupně, vraždu spáchanou s mimořádnou lhostejností, pokus o vraždu, násilný trestný čin a držení výbušnin.
V dubnu 2013 bylo oznámeno, že prokuratura bude žádat pro Holmese trest smrti. Holmes je však podle svých obhájců připraven přiznat vinu, tím pádem by měl šanci dostat pouze doživotní trest.
Dne 24. srpna 2015 byl James Holmes odsouzen k doživotnímu trestu bez možnosti podmíněného propuštění poté, co se soudní porota v Denveru nedokázala jednomyslně shodnout na uložení trestu smrti. Úhrnná výše všech uložených trestů za pokusy o zabití a držení výbušnin dosáhla 3 200 let.